# Ataíde (família)

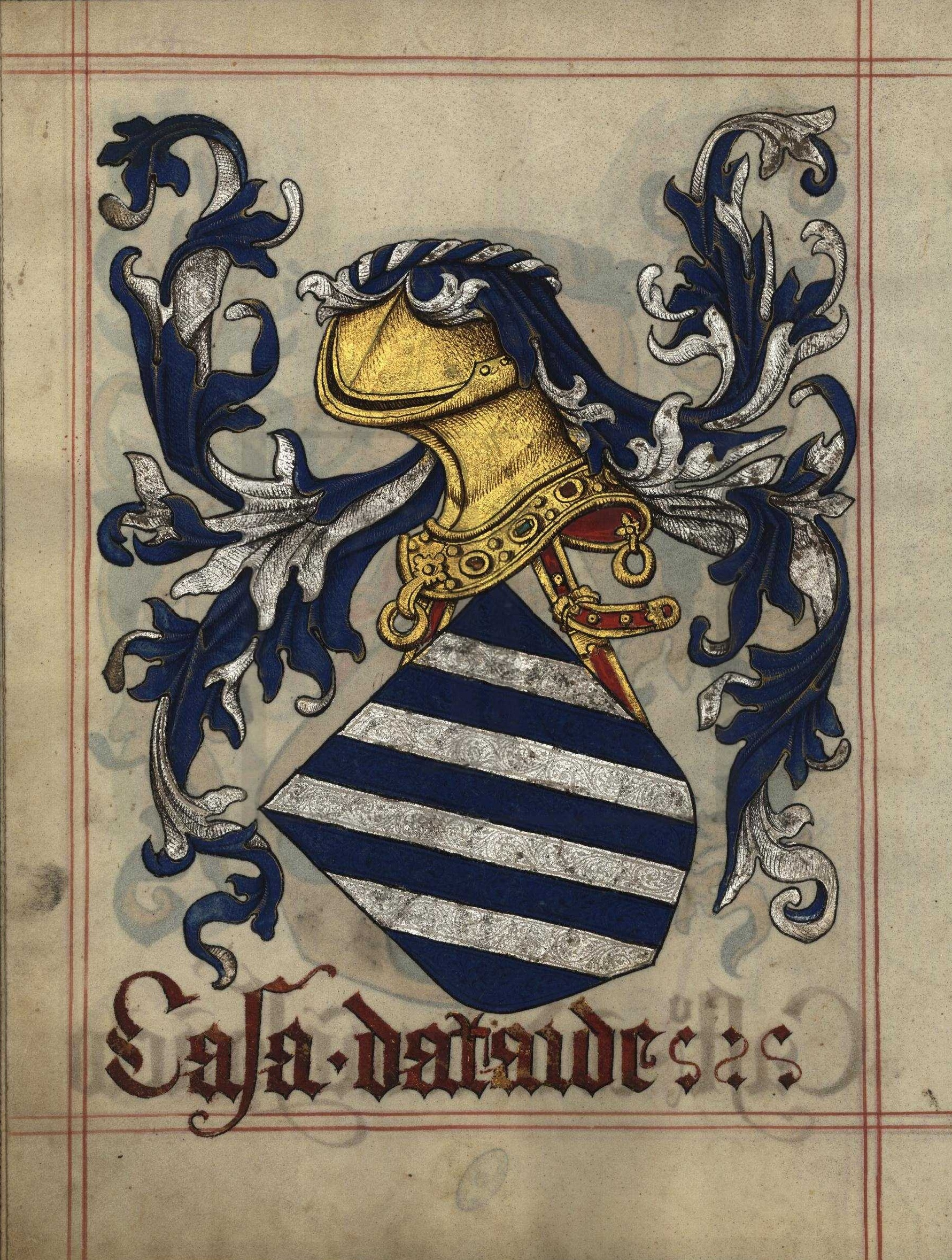
Armas da família Ataíde, no Livro do Armeiro-Mor (1509)

Ataíde é um apelido de família (sobrenome) da onomástica da língua portuguesa com raízes toponímicas.

## Histórico
Os historiadores e genealogistas têm opiniões não coincidentes sobre a origem remota da família Ataíde (nomeadamente sobre se a família - através do seu progenitor D. Egas Duer (c. 1140 - c. 1180) - se entronca ou não na linhagem medieval dos Riba Douro, com os autores mais recentes inclinando-se no sentido afirmativo), concordando entretanto todos que o sobrenome é derivado da freguesia de S. Pedro de Ataíde, situada no antigo julgado de Santa Cruz de Riba Tâmega, atual concelho de Amarante, onde desde o período subsequente à fundação do Reino a família possuía uma Honra.
De facto, as Inquirições ordenadas pelo rei D. Dinis no ano de 1290 apuraram que toda a freguesia de S. Pedro de Ataíde era honrada, sendo seu senhor Gonçalo Viegas, que herdara a honra do seu avô paterno Martim Viegas de Ataíde (filho do acima referido Egas Duer), fidalgo do reinado de D. Sancho I, e possuía também na freguesia uma quinta com Torre, conhecida como quintã de Ataíde ou quinta do Pinheiro.

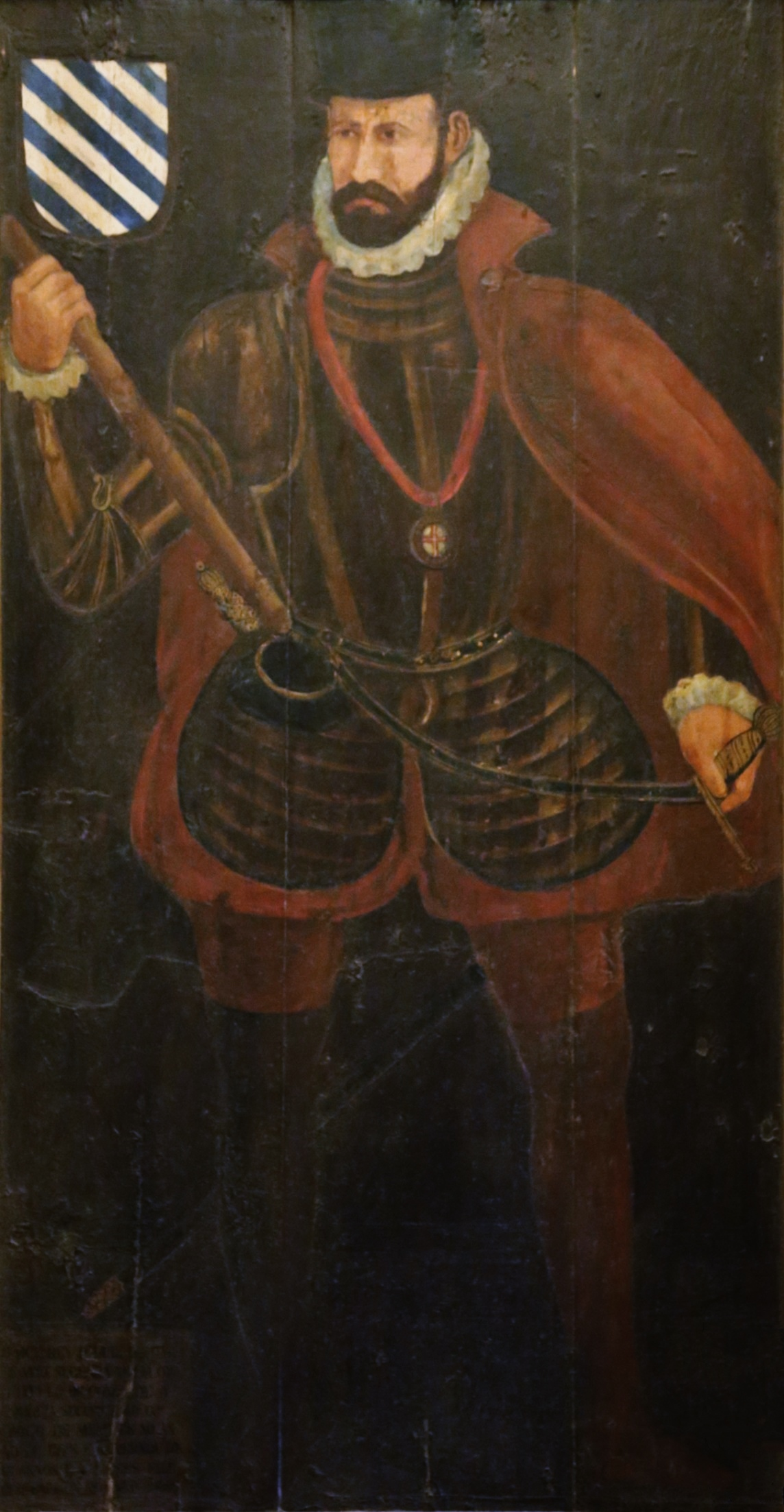
D. Luís de Ataíde (1516 - 1581), 3.º conde de Atouguia, duas vezes vice-rei da Índia e representante da primogenitura da família Ataíde no século XVI

O referido Gonçalo Viegas de Ataíde foi o progenitor dos principais ramos da família Ataíde, incluindo os condes de Atouguia (título criado em 17.12.1448 e extinto em 1759), os condes da Castanheira (carta de 01.05.1532), condes de Castro Daire (a partir de 20.06.1625), os morgados de Gaião (22.08.1421), os senhores de Penacova, alcaides do Alvor e ainda - por linha de descendência feminina - os condes de Alva (em 13.01.1729), os condes de Pontével (carta régia de 15.04.1662), os condes de Povolide (08.01.1709)  e de Sintra (carta de 23.06.1823), os senhores da honra de Barbosa (carta régia de confirmação do senhorio em 29.05.1543) e outros.

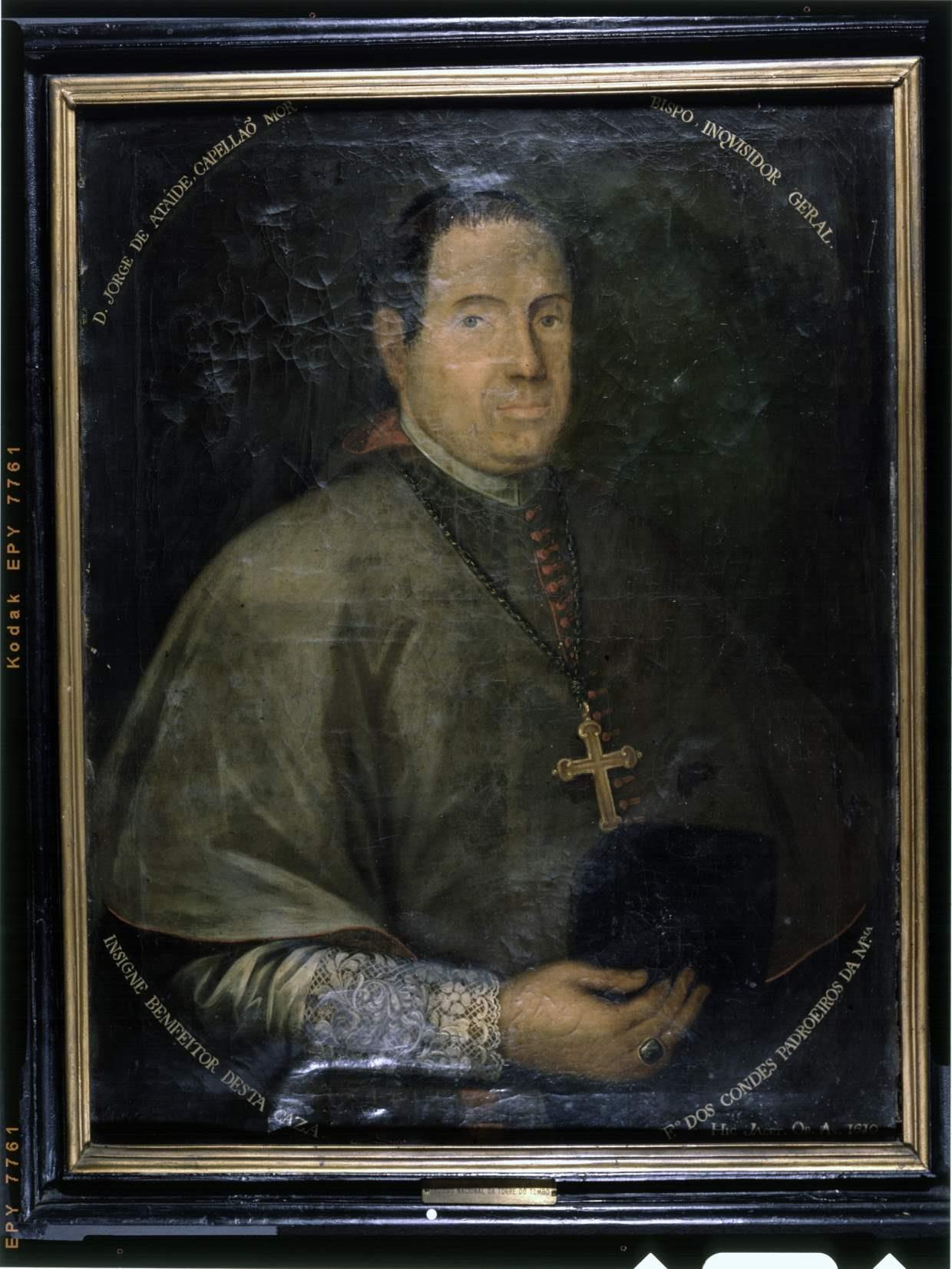
D. Jorge de Ataíde (1535 - 1611), bispo de Viseu, da casa dos condes da Castanheira, mais tarde também condes de Castro Daire, ramo segundogénito dos Ataídes

No ano de 1706, o Tomo Primeiro da Corografia Portuguesa, de António Carvalho da Costa, confirmava existir ainda na freguesia de S. Pedro de Ataíde uma "quinta em que houve Torre, que se desfez", na antiga honra que fora solar de origem dos Ataídes.
Nesse mesmo ano de 1706 era proprietário da referida quinta D. Manuel de Azevedo de Ataíde e Brito (1649 - 1721), senhor da honra de Barbosa por carta régia de 09.04.1675. A posse da quinta e da honra de Ataíde entrara na sua família na geração do seu quarto avô D. João de Azevedo (c. 1430 - 27.07.1517), 31.º bispo do Porto de 1465 a 1495, que teve filhos com D. Joana de Castro (1460 - 1532), neta do 1.º conde de Atouguia e herdeira das honras de Ataíde e de Barbosa.

Túmulo com estátua jacente de D. Francisco de Azevedo e Ataíde (1616 - 1669), senhor de Barbosa, em Penafiel. Ele foi também senhor da honra de Ataíde, em Riba Tâmega, solar de origem dos Ataídes, que passara para a sua família por via de sua trisavó, D. Joana de Castro, neta do 1º conde de Atouguia

Em Ataíde, os senhores de Barbosa possuíam um hospital, na ermida de Nossa Senhora da Natividade, junto à antiga torre de Ataíde, que administravam e sustentavam à sua custa. A quintã de Ataíde permaneceria na propriedade dos descendentes de D. Joana de Castro até à extinção dos morgadios em Portugal, no ano de 1863.
A varonia dos Ataídes extinguiu-se próximo do final do século XVII, com o falecimento de D. Jerónimo de Ataíde (1579 - 1669), 6.º conde da Castanheira e 2.º conde de Castro Daire (que usou, em Espanha, o título de marquês de Colares), tendo os seus bens vinculados passado em seguida, por sucessão, primeiro para os marqueses de Cascais e depois para os condes da Vidigueira e marqueses de Nisa (ou seja, a família dos representantes de Vasco da Gama).

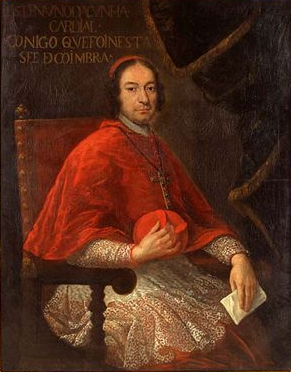
O Cardeal D. Nuno da Cunha de Ataíde (1664 - 1750), da casa dos senhores e condes de Povolide, descendentes por linha feminina dos Ataídes, condes de Atouguia, de quem herdaram antigos vínculos

A linha de primogenitura dos Ataídes era a dos condes de Atouguia, título que desde o final do século XVI, com a morte sem geração legítima do 3.º conde, o vice-rei da Índia D. Luís de Ataíde, passou para os descendentes de uma tia deste, que tinham a varonia de Câmara, de um ramo segundogénito da casa dos condes da Calheta. Neles continuaria o título até o falecimento do 11.º conde, D. Jerónimo de Ataíde, no cadafalso de Belém, como uma das vítimas do chamado processo dos Távoras. Na sequência, o título foi extinto.
Contudo, uma linha de parentesco mais próxima da antiga casa de Atouguia era a de uma irmã do 3.º conde, D. Helena de Ataíde, casada com Tristão da Cunha, comendador de São Pedro de Torres Vedras (neto de outro Tristão da Cunha, famoso navegador e diplomata), que teve também descendência, nos acima referidos condes de Povolide.
Depois da extinção do condado de Atouguia, em 1759, com confisco dos respectivos bens pela coroa, a representação genealógica do título passou para os condes da Ribeira Grande.

## Armas
As armas dos Ataídes, tal como se encontram no Livro do Armeiro-Mor datado de 1509 e na Sala de Sintra (onde figuram como o quarto brasão, na ordem de importância da época), são as seguintes:
De azul, quatro bandas de prata. Timbre: onça passante de azul, carregada no corpo das peças do escudo.

## Na Literatura
- O escritor francês Antoine de La Sale, na sua obra de 1458 Reconfort a Madame de Neufville, narra a estóica resignação da mãe de Vasco Fernandes de Ataíde, perante a morte do filho na conquista de Ceuta.[31]
- O envolvimento de D. Álvaro de Ataíde, senhor da Castanheira, na conspiração do Duque de Viseu contra D. João II foi objeto de uma comédia de Tirso de Molina, do ano de 1611, intitulada La gallega Mari-Hernández, em que os dois principais personagens são o Rei de Portugal e o conspirador D. Álvaro.[32]
- Luís de Camões escreveu dois sonetos dedicados ao vice-rei D. Luís de Ataíde, celebrando os seus feitos políticos e militares na Índia portuguesa.[33]
- O navegador e explorador francês François Pyrard de Laval, no seu livro de 1679 Voyage de Francois Pyrard, de Laval, contenant sa navigation aux Indes Orientales, Maldives, Moluques, & au Brésil, descreveu o seu contemporâneo D. Estêvão de Ataíde, defensor de Moçambique contra os ataques e cercos holandeses de 1607 e de 1608, como "um corajoso e galhardo fidalgo".[34][35]
- A peça D. Filipa de Vilhena, de Almeida Garrett, conta a história da participação de D. Jerónimo de Ataíde - incentivado por sua mãe, a condessa, e depois marquesa de Atouguia, Filipa de Vilhena - na revolução de 1640.[36]
- No último romance de Eça de Queiroz, A Ilustre Casa de Ramires, o personagem central, Gonçalo Mendes Ramires, refere o papel da família Ataíde na História de Portugal, "torrão augusto, trilhado heroicamente pelos Gamas, os Ataídes, os Castros, os seus próprios avós”.[37]